# جون أندرسون (صحفي)
جون أندرسون (بالإنجليزية: Jon Anderson) هو صحفي ومعلق رياضي أسترالي، ولد في 9 أغسطس 1958.